# Katastrofa lotu Stavropol Airlines 1023
Katastrofa lotu Stavropol Airlines 1023 – wypadek lotniczy, do którego doszło 18 marca 1997. Zaraz po starcie samolotu An-24 (RA-46516), należącego do Stavropol Airlines, lecący ze Stawropolu do Trabzonu (lot 1023), rozbił się w okolicach Czerkieska po utracie przez pilotów kontroli nad maszyną. Zginęło 50 osób (44 pasażerów i 6 członków załogi).

## Wypadek
An-24 leciał ze Stawropolu do Trabzonu w Turcji. Piloci otrzymali pozwolenie lotu na pułapie FLT197. Po wzniesieniu się na pułap 19 700 stóp piloci utracili kontrolę nad samolotem, który rozpadł się w powietrzu i wpadł w lot nurkowy. Samolot rozbił się w lesie, w okolicach Czerkieska o godzinie 10:03 czasu lokalnego. Szczątki maszyny zostały porozrzucane w obrębie dwóch mil. Po katastrofie zauważono w samolocie korozję, spowodowaną lotami samolotu w wilgotnych warunkach do Konga. W wyniku katastrofy zginęło 50 osób.